# Еврейский погром в Цфате
Еврейский погром в Цфате (ивр. טבח צפת‎) был совершён арабами 29 августа 1929 года. В ходе погрома было убито от 18 до 21 человека, в том числе женщин и детей, до 80 человек было ранено.

## Общая ситуация
Погром в Цфате был продолжением арабских беспорядков, начавшимися в Иерусалиме 16 августа. Они были спровоцированы Амином аль-Хусейни, объявившим, что евреи угрожают Храмовой горе, после того, как молодёжные группы движения «Бейтар» провели демонстрацию в защиту права евреев молиться у Стены плача. В ходе беспорядков, 23-24 августа, произошёл погром в Хевроне, а также попытки погромов в Тель-Авиве и Хайфе (отражённые вооружёнными еврейскими формированиями) и в других населённых пунктах. В результате этих беспорядков было убито 133 еврея и 339 — ранено; также было убито 116 арабов и 232 ранено. Во многих местах к бунтовщикам присоединились арабы-полицейские.

## Ход событий
Житель Цфата Давид Хакоэн во время погрома находился за пределами города и смог вернуться туда только двумя днями позже. Он считает, что первым прибыл в город извне после погрома. Хакоэн вспоминает об официальном заявлении англичан, в котором говорилось о том, что «беспорядки» начались 29 августа в 6:15 и что после прибытия армейских подразделений в 8:35 был незамедлительно восстановлен порядок. В сообщении говорилось о нескольких жертвах и многих подожжённых домах, но при этом утверждалось, что еврейские жители эвакуированы в безопасное место и что в городе наступило спокойствие. Тем временем, по стране продолжали циркулировать слухи, что погром в Цфате продолжается, но британская администрация хранила молчание. Двумя днями позже Хакоэну удалось пробраться в город, где он ознакомился с ужасными подробностями.
Хакоэн свидетельствует: «Внутри домов я увидел изувеченные и сожженные тела жертв расправы, обгорелое тело женщины, привязанное к решетке окна… Арабы зверски убили школьного учителя Априата вместе с его женой и матерью, адвоката Толедано они разрезали на части своими ножами. Ворвавшись в приют для сирот, они разбивали детям головы и обрубали им руки. Я лично видел эти жертвы…» .
По другим свидетельствам «погромщики доходили до откровенного садизма, по-мясницки расправляясь со своими жертвами. Так, одной пожилой женщине они вспороли живот и засунули туда кошку. Ребенок и молодая женщина, которая должна была на следующий день выйти замуж, были хладнокровно застрелены арабами-полицейскими, когда пытались спрятаться от погромщиков во дворе полицейского отделения. По иронии судьбы, именно эти констебли, служившие в британских частях, должны были отвечать за безопасность местных евреев…» 

## Итоги
В Цфате, по разным источникам погибло от 18 до 21 человек, до 80 евреев были ранены. 200 домов на главной еврейской улице в городе были разграблены и подожжены .
В музее истории Цфата «Meiri Museum» представлены фото и другие документы о погроме 1929 года.
Члены британской Комиссии В. Шоу посетили Цфат 1 ноября 1929 года

## Последствия
Погромы 1929 года изменили отношение евреев к арабам.
Артур Руппин, помогавший созданию группы сторонников двунационального государств «Брит шалом», вышел из её состава, поскольку перестал верить в возможность мирного сосуществования арабов и евреев в одном государстве.
Писатель Шай Агнон, чей дом в Тальпиоте (Иерусалим) был разграблен во время погромов, написал в те дни: «Я не ненавижу арабов, и я не люблю их, я просто не могу видеть их лица. По моему скромному мнению, мы должны сейчас создать большое гетто в Палестине для полумиллиона евреев, потому что, если мы этого не сделаем, мы (не дай Б-г) все пропадем» .